# Théodore Pellerin
Théodore Chouinard-Pellerin (Québec, 13 giugno 1997) è un attore canadese.

## Biografia
Théodore Pellerin è nato il 13 giugno 1997 nel Québec. È il figlio della ballerina e coreografa Marie Chouinard e del pittore Denis Pellerin.
Pellerin ha esordito come attore nel 2014 in un episodio della serie televisiva Vies, mentre l'anno seguente ha esordito sul grande schermo recitando nel film Endorphine. Ha poi recitato nei film I demoni, È solo la fine del mondo, Never Steady, Never Still, Isla Blanca, First Light, Genèse, Boy Erased - Vite cancellate e Ville Neuve. Nel 2019 ha interpretato il ruolo di Cody Bonar nella serie televisiva di Showtime On Becoming a God in Central Florida.
Nell'agosto 2019 Pellerin è entrato nel cast del film slasher di Netflix There's Someone Inside Your House, il cui rilascio è previsto per il 2021. Nel 2020 ha recitato in Mai raramente a volte sempre, diretto da Eliza Hittman, e ha inoltre presentato una parte degli 8° Canadian Screen Awards.

## Filmografia

### Cinema
- Endorphine, regia di André Turpin (2015)
- I demoni (Les démons), regia di Philippe Lesage (2015)
- By the pool, regia di Karine Bélanger - cortometraggio (2016)
- È solo la fine del mondo (Juste la fin du monde), regia di Xavier Dolan (2016)
- Cité Mémoire, regia di Michel Lemieux - cortometraggio uscito in home video (2016)
- Sigismond sans images, regia di Alberic Aurteneche - cortometraggio (2016)
- Boost, regia di Darren Curtis (2016)
- Carla en 10 secondes, regia di Jeanne Leblanc - cortometraggio (2016)
- La Course Navette, regia di Maxime Aubert - cortometraggio (2017)
- Never Steady, Never Still, regia di Kathleen Hepburn (2017)
- Ailleurs, regia di Samuel Matteau (2017)
- Isla Blanca, regia di Jeanne Leblanc (2018)
- Chien de garde, regia di Sophie Dupuis (2018)
- First Light, regia di Jason Stone (2018)
- Strangers, regia di Vallée Duhamel - cortometraggio (2018)
- Genèse, regia di Philippe Lesage (2018)
- Boy Erased - Vite cancellate (Boy Erased), regia di Joel Edgerton (2018)
- Ville Neuve, regia di Félix Dufour-Laperrière (2018)
- Incel, regia di John Merizalde - cortometraggio (2018)
- Mai raramente a volte sempre (Never Rarely Sometimes Always), regia di Eliza Hittman (2020)
- Un anno con Salinger (My Salinger Year), regia di Philippe Falardeau (2020)
- Souterrain, regia di Sophie Dupuis (2020)
- Mayday, regia di Karen Cinorre (2021)
- C'è qualcuno in casa tua, regia di Patrick Brice (2021)
- Beau ha paura (Beau Is Afraid), regia di Ari Aster (2023)
- Lurker, regia di Alex Russell (2025)

### Televisione
- Vies – serie TV, 20 episodi (2014)
- La théorie du K.O. – serie TV, 1 episodio (2014)
- 19-2 – serie TV, 1 episodio (2015)
- The OA – serie TV, ep. 2x1, 2x2, 2x8 (2019)
- On Becoming a God in Central Florida – serie TV, 10 episodi (2019)
- Patrick Senécal présente – serie TV, 1 episodio (2021)
- Maid - miniserie televisiva, episodio 4 (2021)

## Doppiatori italiani
Nelle versioni in italiano dei suoi prodotti, Théodore Pellerin è stato doppiato da:
- Alessandro Campaiola in Boy Erased - Vite cancellate, Mai raramente a volte sempre
- Marco Barbato in The OA
- Emanuele Ruzza in Un anno con Salinger

## Riconoscimenti
- 2018 – Vancouver Film Critics Circle[7]
  - Nomination Miglior attore in un film canadese per Genèse

- 2018 – Valladolid International Film Festival[7]
  - Miglior attore per Genèse

- 2018 – Namur International Festival of French-Speaking Film[7]
  - Miglior attore per Genèse

- 2018 – Montréal Festival of New Cinema[7]
  - Miglior attore per Genèse

- 2018 – Jutra Awards[8][9][10][11][7]
  - Rivelazione dell'anno per Chien de garde

- 2018 - Festival International de Film Saint-Jean-de-Luz[7]
  - Prix d'interpretation masculine per Chien de garde

- 2019 - Jutra Awards[7]
  - Nomination Best Male Interpretation Lead Role per Genèse

- 2019 - Canadian Screen Awards[12][13][14][7]
  - Miglior attore per Chien de garde

2020 – CinEuphoria Awards
- - Nomination Best Ensemble – International Competition per Boy Erased - Vite cancellate (con Joe Alwyn, Matt Burke, David Joseph Craig, Russell Crowe, Xavier Dolan, Joel Edgerton, Flea, Lucas Hedges, Emily Hinkler, Nicole Kidman, Jesse LaTourette, Victor McCay, Devin Michael, William Ngo, Britton Sear e Troye Sivan)